# شاریپوفکا
شاریپوفکا (انگلیسی: Sharipovka) یک شهرک در شهرستان بلاگووشچنسکی باشقیرستان کشور روسیه است.